# 迫慶一郎

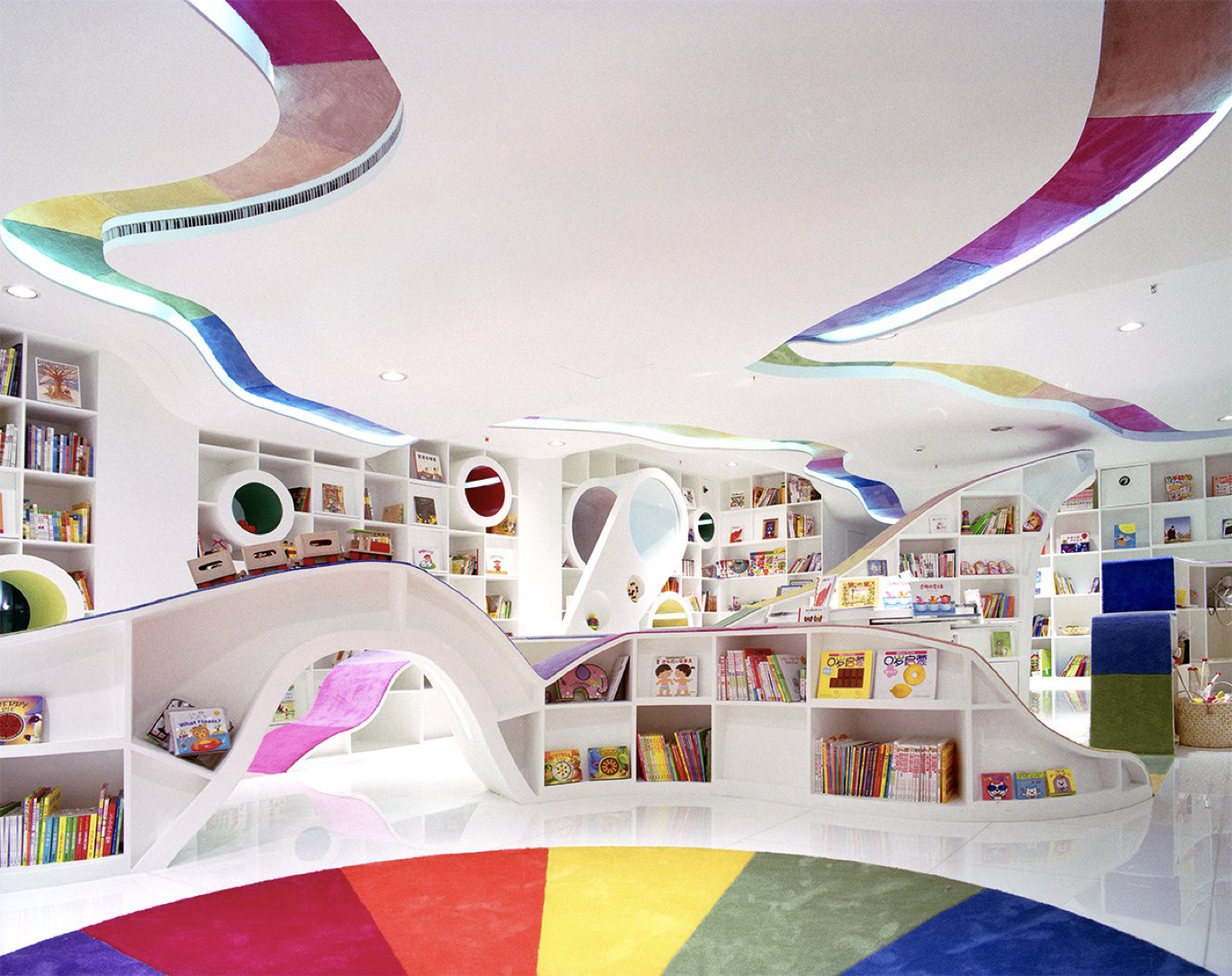
北京ポプラ

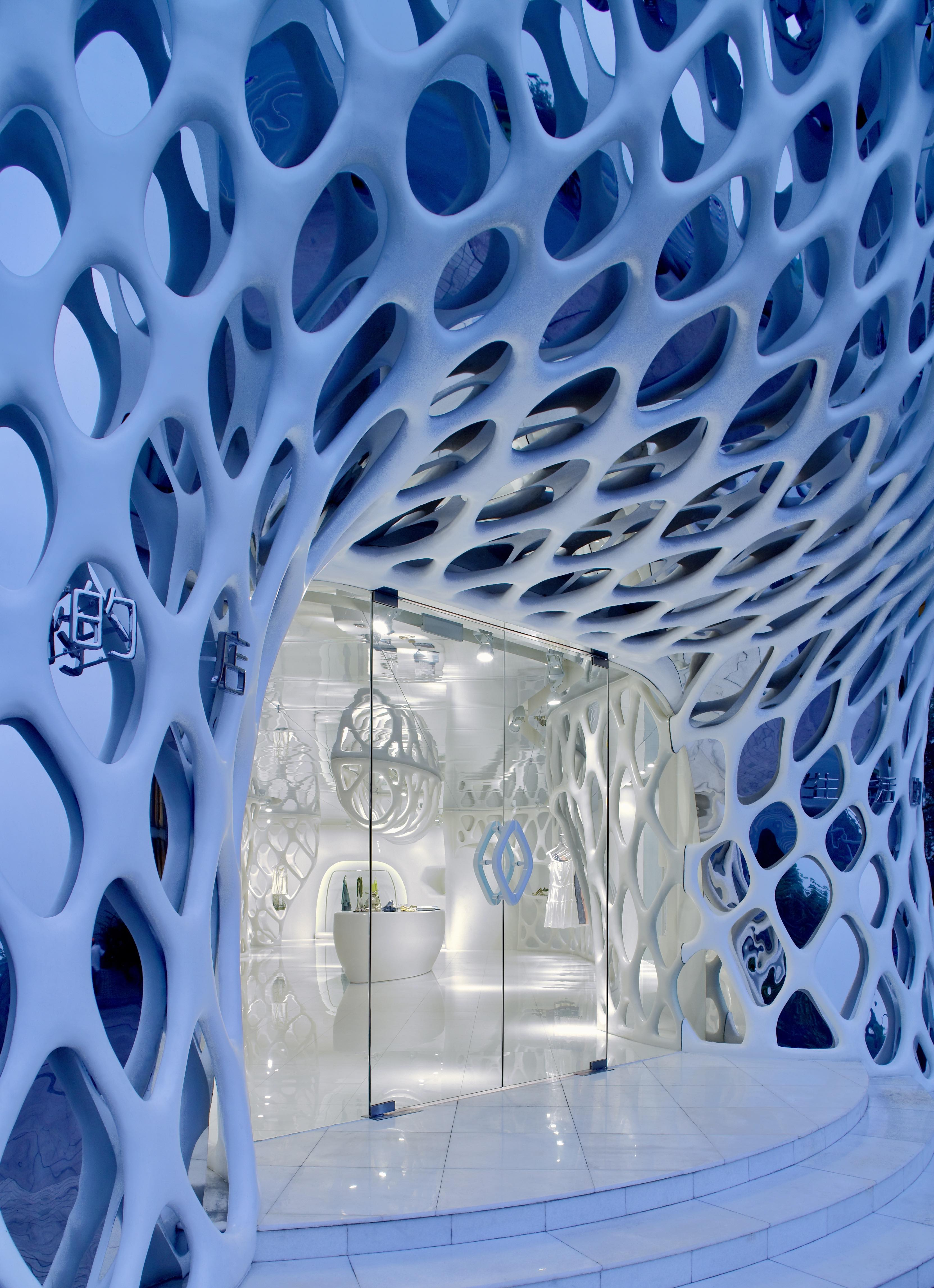
杭州ロマンチシズム2

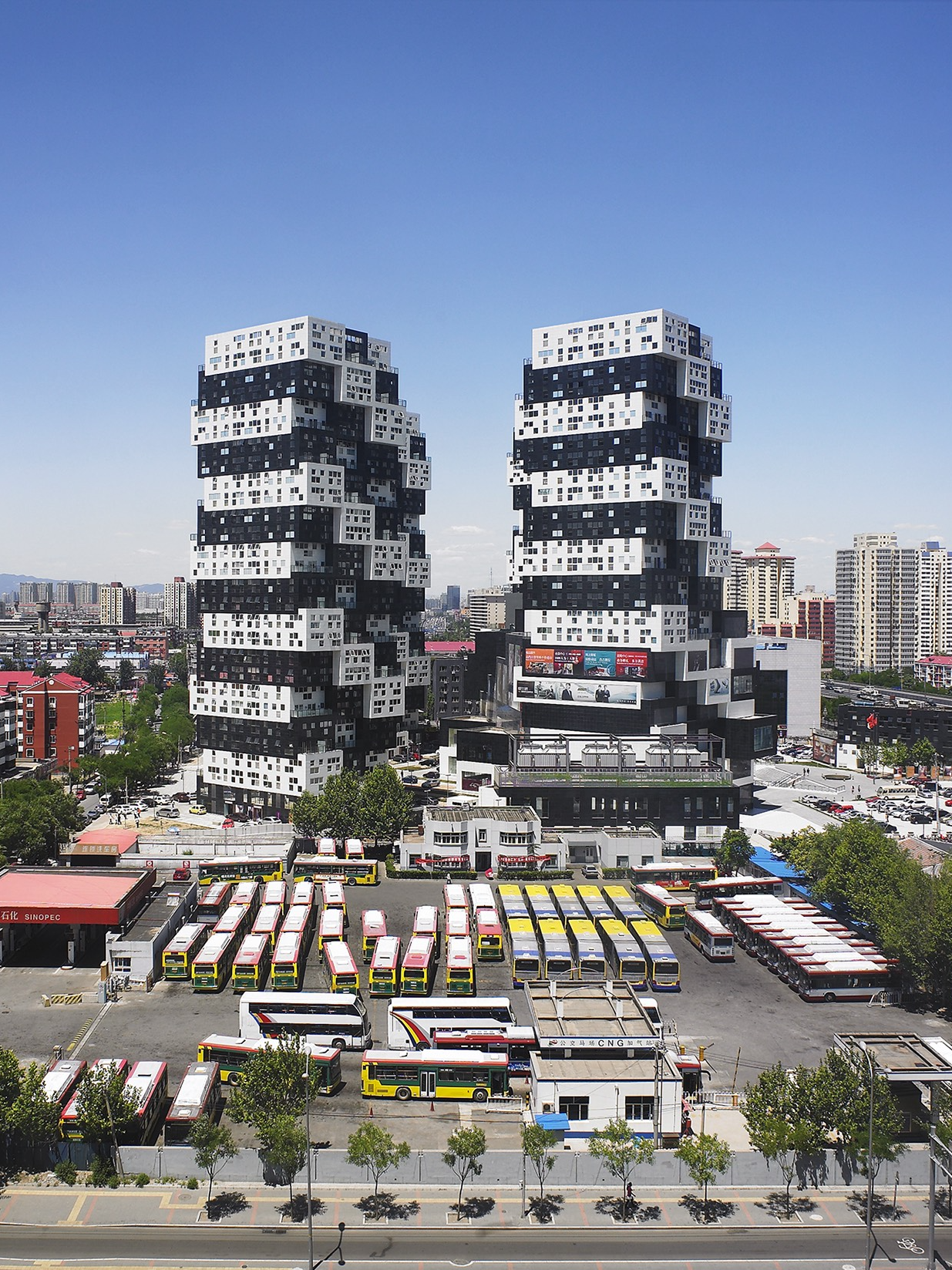
北京バンプス

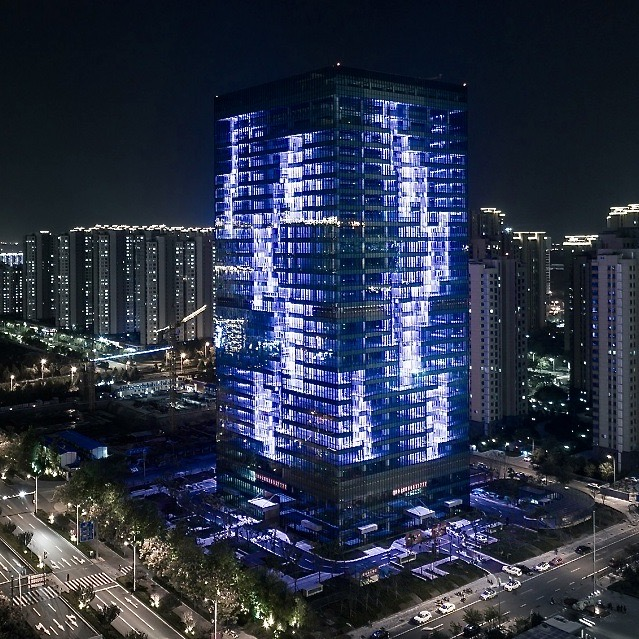
済南クリスタル

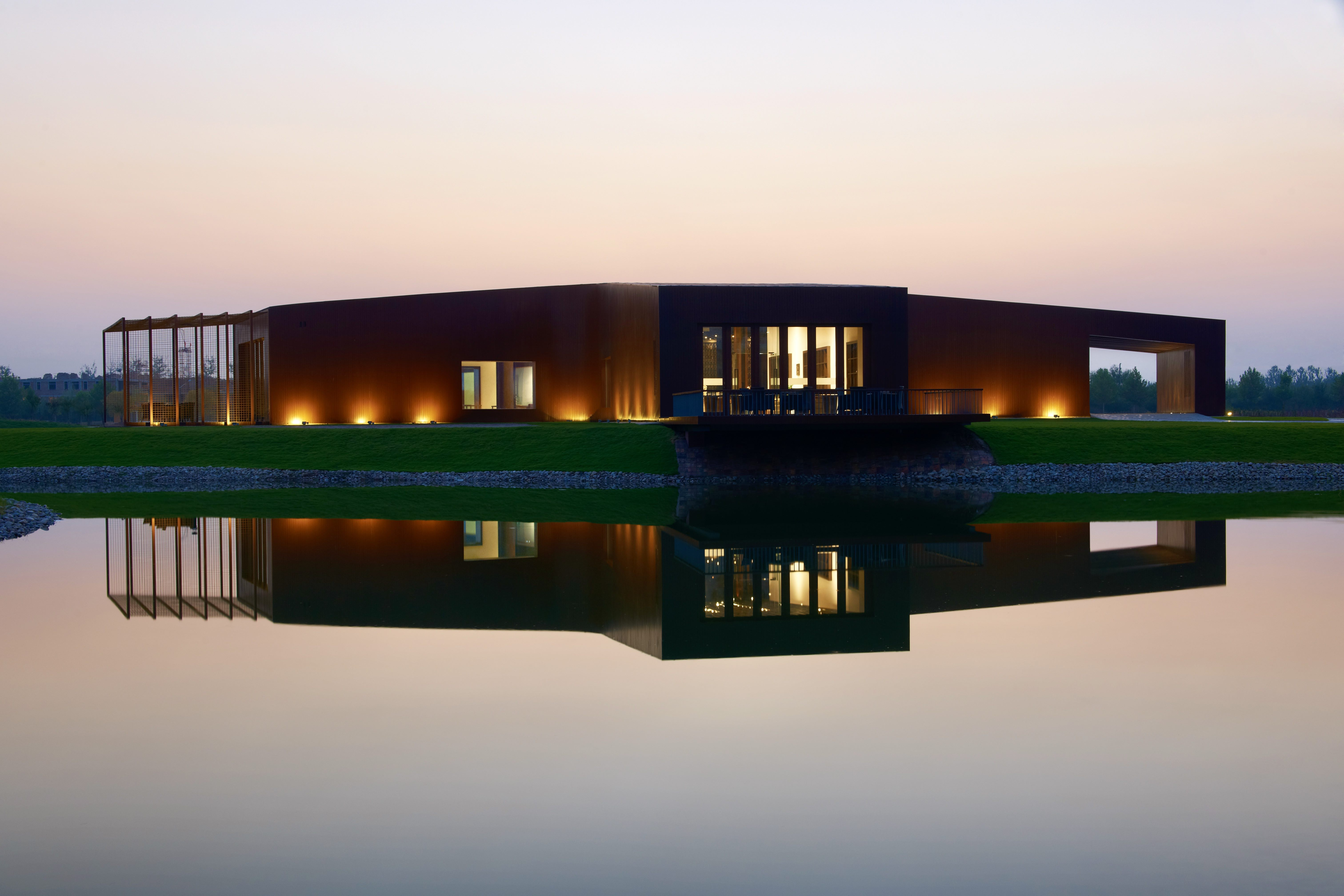
北京アスタリスク

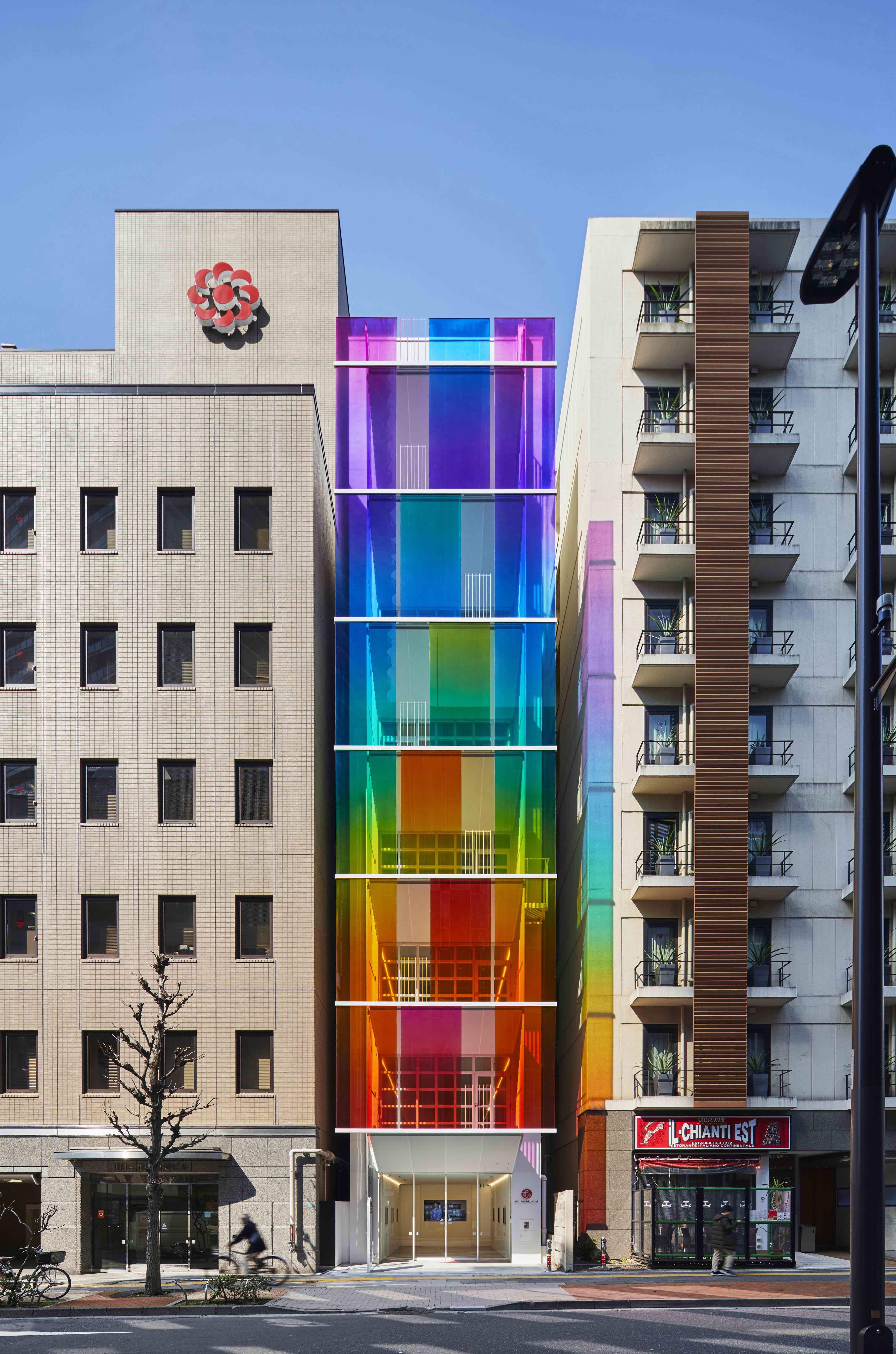
東京バーティカルレインボー

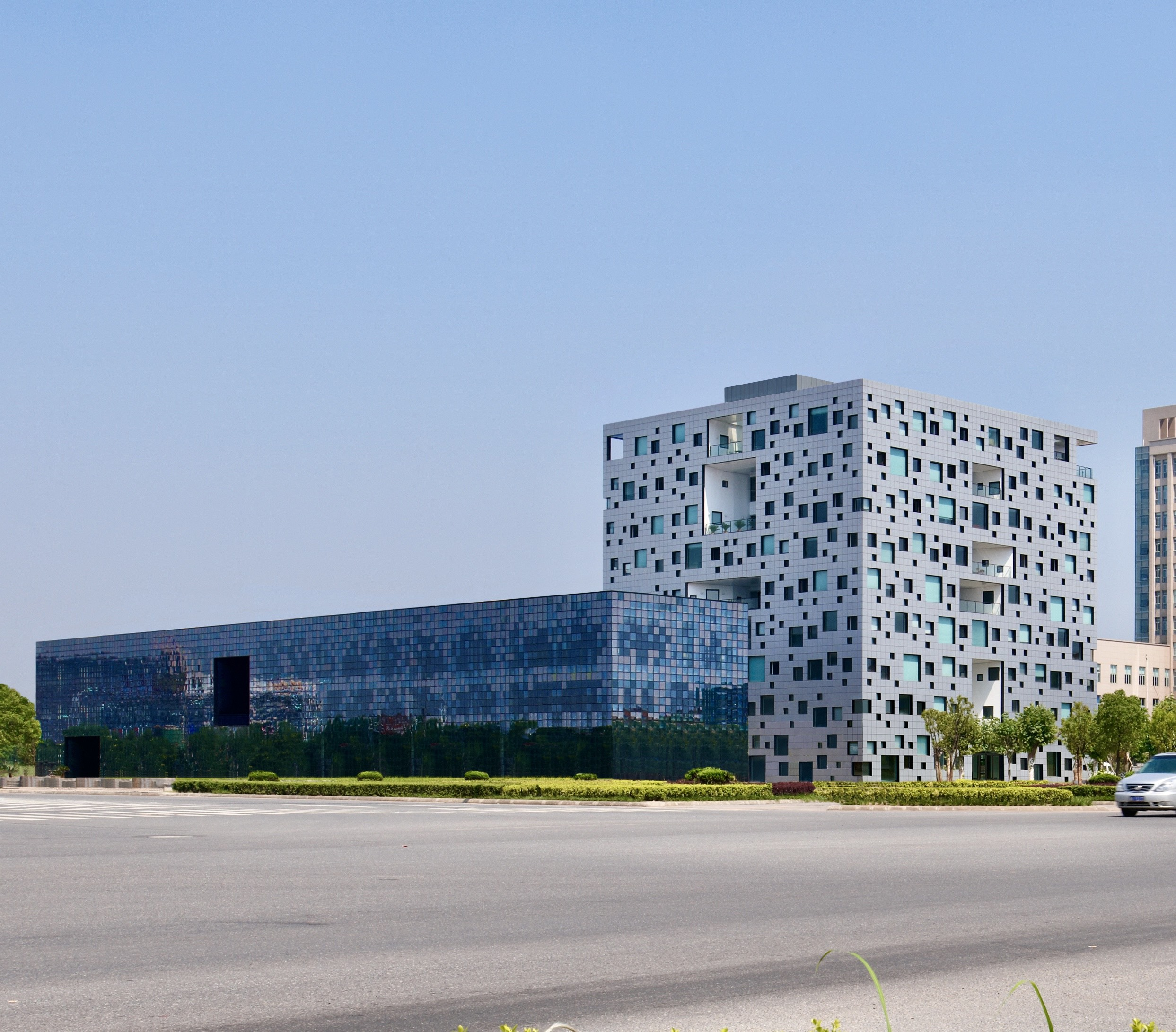
金華キューブチューブ

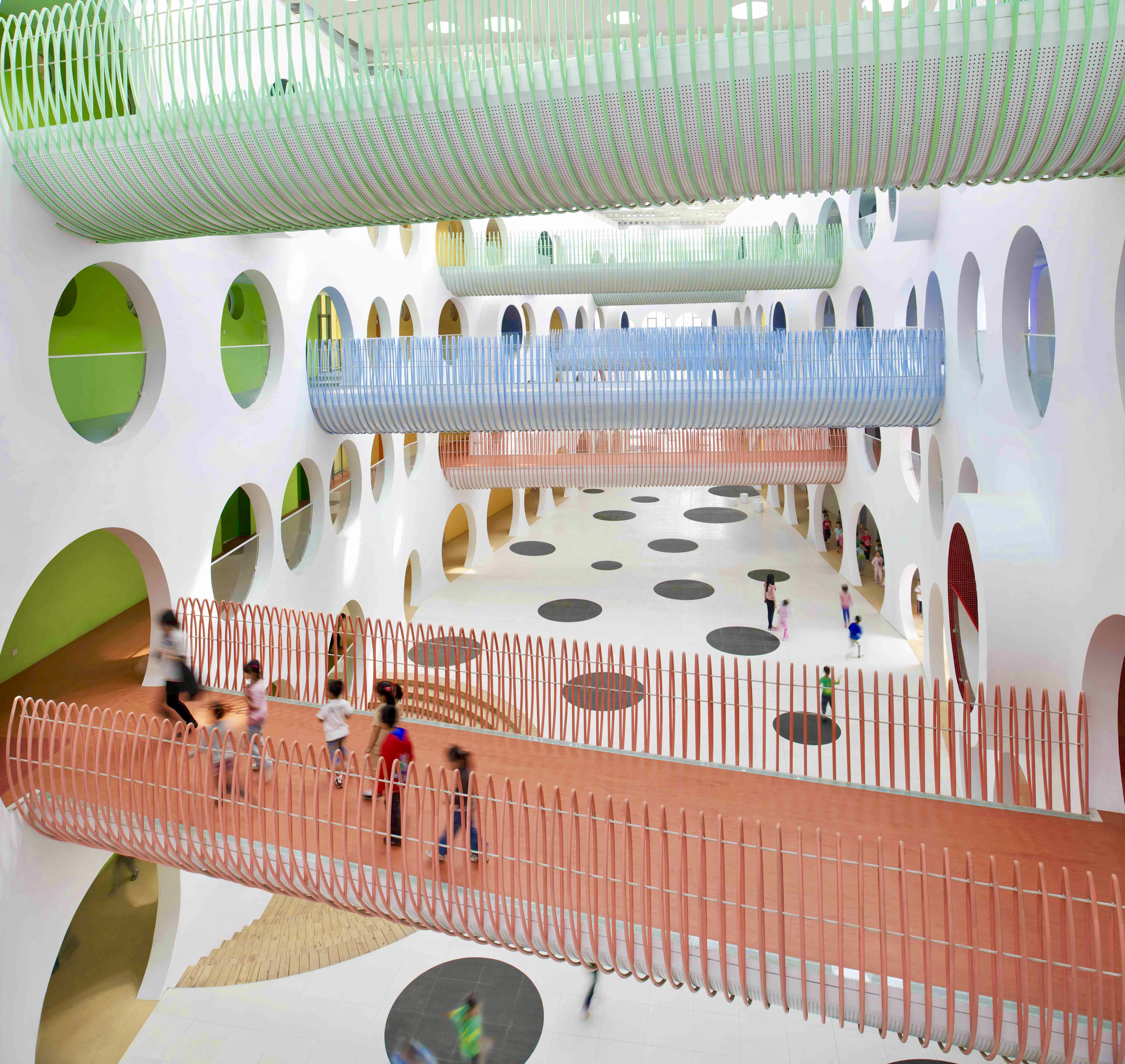
天津ジグザグ

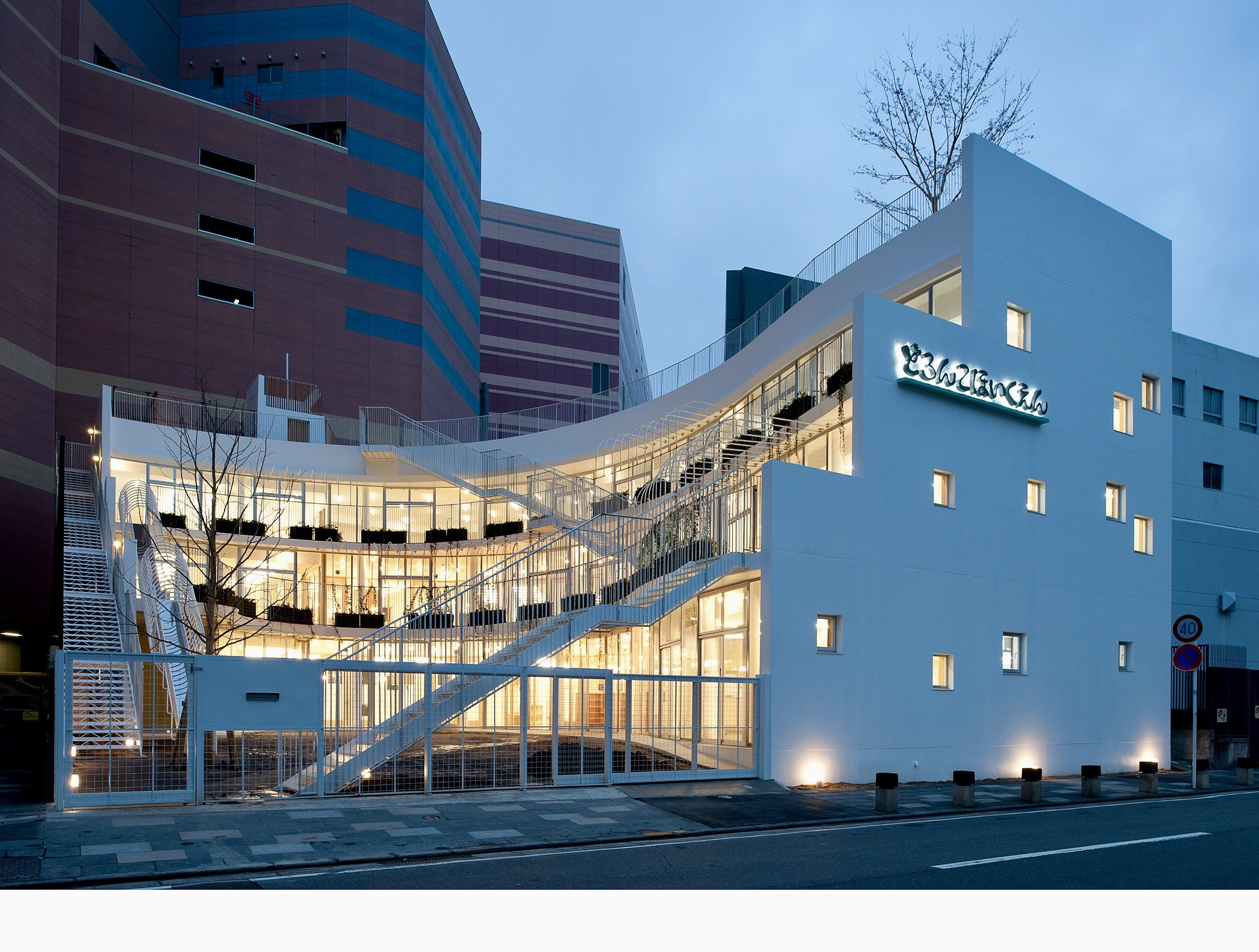
福岡ステップス

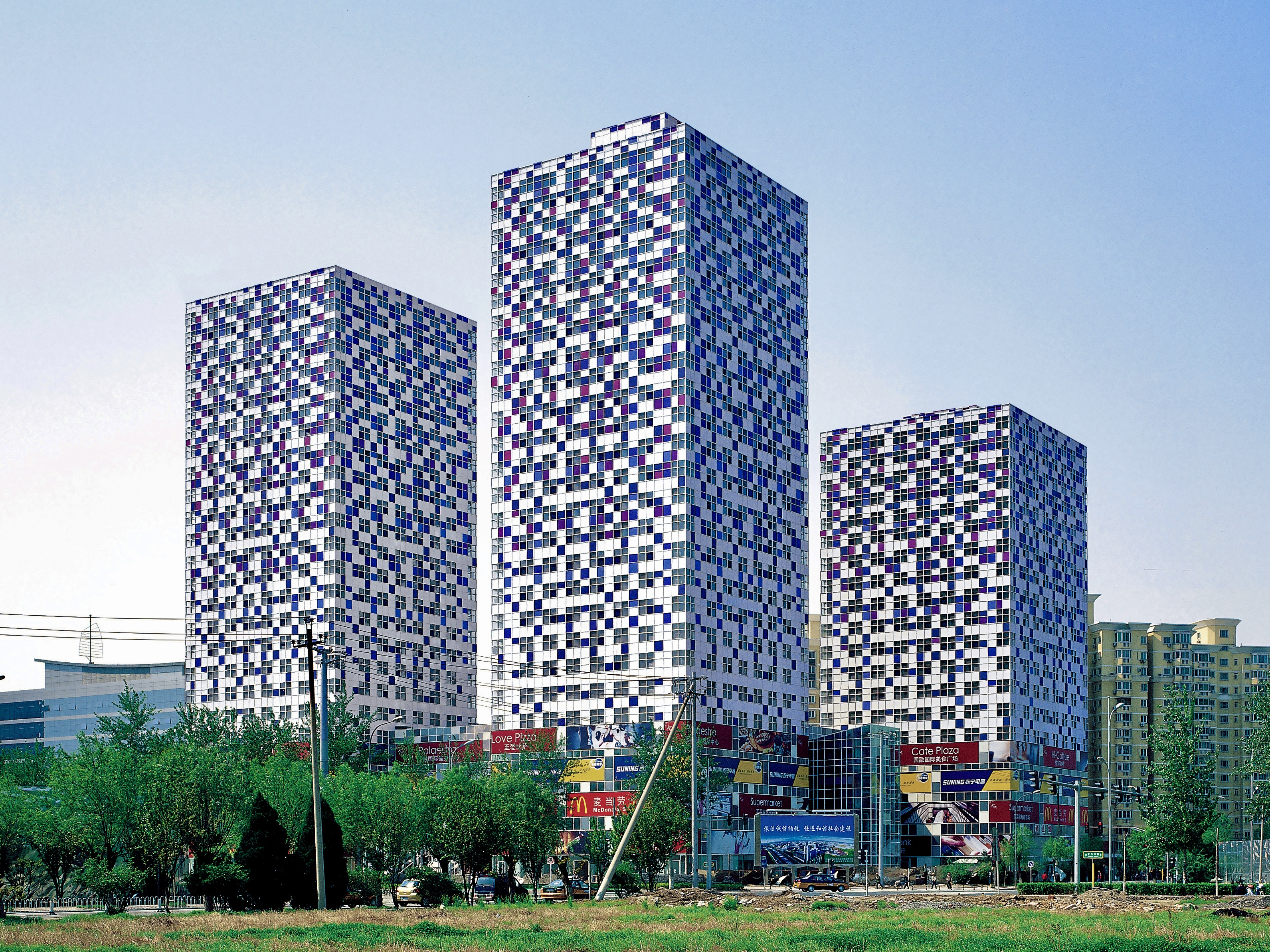
北京モザイク

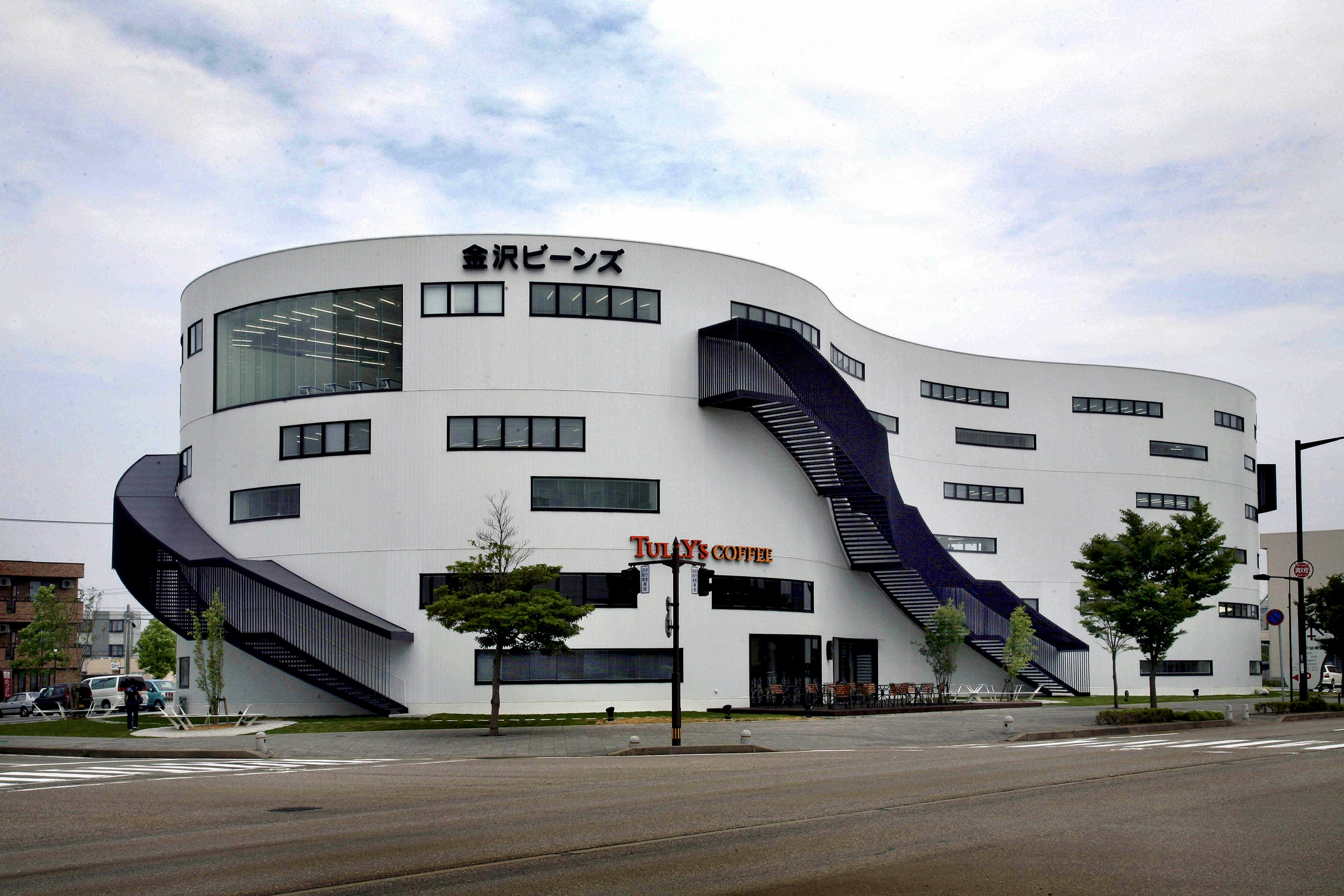
金沢ビーンズ

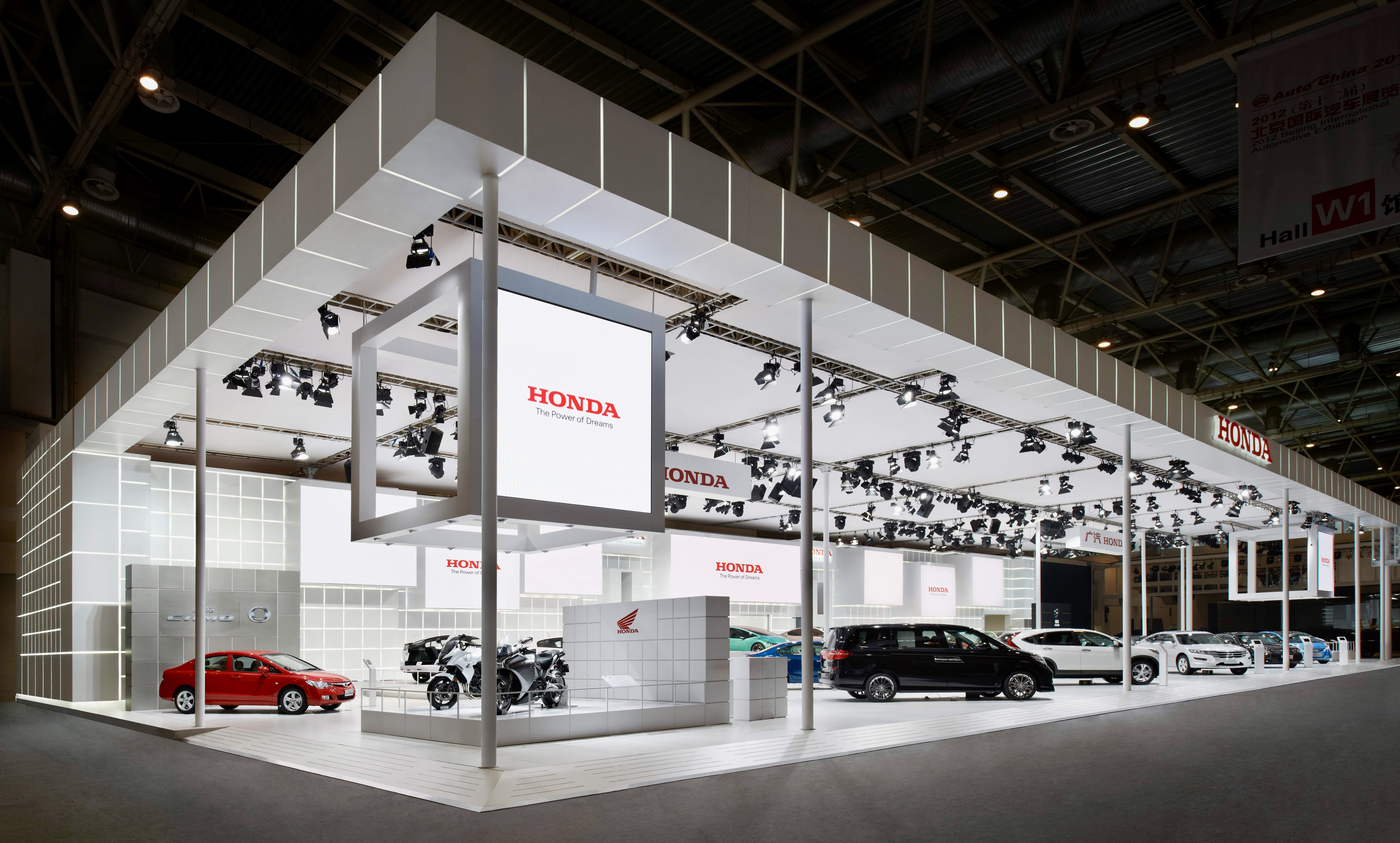
北京グリッド

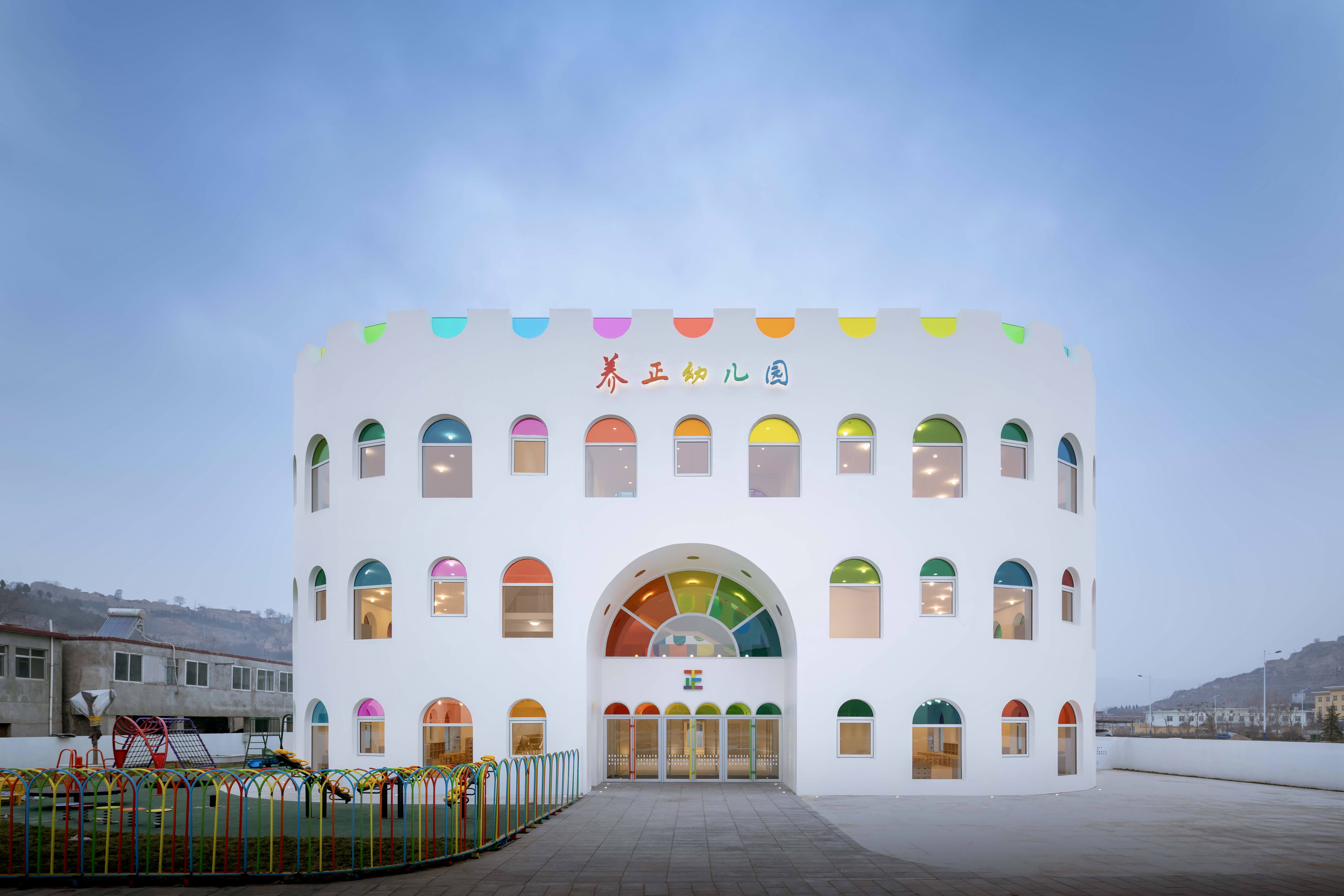
天水カレイドスコープ

迫 慶一郎（さこ けいいちろう、1970年 - ）は、日本の建築家。SAKO建築設計工社を主宰。
中国で初の日本人建築家による建築設計事務所を設立。現在、北京と東京と福岡に拠点を置き、店舗内装から大規模開発まで幅広くデザインを手掛けている。箱型の組み合わせ、有機的な曲線、大胆な色使いなど、主題を明確にしたオリジナリティ溢れるデザインが評価されている。

## 経歴
1970年、福岡県に生まれる。祖父は当時福岡市内に３人しかいなかった映画看板職人だった。
1986年、福岡県立筑紫丘高等学校入学。野球部に所属し、副キャプテンとして県大会準決勝まで勝ち進んだ。
1990年、東京工業大学入学。学部と大学院を通して坂本一成に師事し、空間構成や都市構造について学んだ。ヨット部の先輩にみかんぐみの竹内昌義がいる。
1996年、東京工業大学大学院修了とともに山本理顕設計工場に入社。入社直後に担当した「広島西消防署」のコンペで当選。新人ながらもプロジェクトリーダーとして竣工まで担当した。帰浜後担当した「北京建外SOHO」のコンペで当選。着工と同時に北京に駐在し、第３期竣工まで担当した。
山本理顕設計工場を退社後「金華キューブチューブ」の設計依頼が舞い込んだのをきっかけに、2004年、中国で初となる日本人建築家による設計事務所「SAKO建築設計工社」を北京に設立。同年東京事務所、2013年には福岡事務所を開設する。プロジェクトは中国と日本を始め、韓国、モンゴル、スペインにも広がっている。2022年までに竣工したプロジェクトは160以上、これまでに仕事で訪れた中国の都市は50以上を数える。
2004年-2005年、文化庁派遣芸術家在外研修員として米国コロンビア大学客員研究員を務めた。
2007年、ギャラリー間にて二人展「REALIZE 立脚中国展開世界」を開催した。すべての模型のグラウンド・レベルを1.3ｍの高さに設定することで、迫の建築が建ち並ぶ架空の街を表現した。同時に出版された「28の主題　迫 慶一郎の建築」（TOTO出版）には「主題」に込めた考えが綴られている。
2008年、「情熱大陸」に出演。凄まじい勢いで発展していく中国で、孤軍奮闘する姿が描かれた。「自分の引いた線が形になるのは、単純にうれしい」という言葉で締めくくられている。
2008年、四川大地震の被災地に耐震性の高い小学校（後に幼稚園に変更）を寄贈するプロジェクトを始めた。被災地を訪れ現地政府との折衝を重ねたが、さまざまな理由で何度も敷地や用途の変更を余儀なくされた。その度に設計変更を行い対応したが、最終的に実現していない。
2009年に出版された作品集「主題四十 迫慶一郎的建築」（清華大学出版社）裏表紙には、艾未未（アイ・ウェイウェイ）より下記の文章が寄せられている。
「我与迫庆一郎认识多年、一直被他对建筑的那种真挚、勇气和创作力所感动。作为一名年轻的建筑师在中国能做出这样优秀的建筑、而且在每一个项目中都试图做出最大的努力、这是在建筑界中很少见的。在他的工作成绩里反映出年轻建筑师的理想、继续发展的可能性。 他在中国的实践为我们做出了榜祥。」
「私は迫慶一郎とは長年の付き合いだ。彼の建築に対する誠実さ、勇気、創造力にはいつも感動させられる。若手建築家でありながら、彼はこれほど優れた建築をつくり出し、あらゆるプロジェクトで全力を尽くそうとしている。建築界ではとても珍しいことだ。 若手建築家の理想、さらなる発展の可能性が彼の実績に反映されている。 彼の中国での実践は私たちの模範となっている。」（投稿者訳）
2011年、淵上正幸が主催した「若手建築家による東日本大震災復興支援・建築デザイン展」において、津波被災地の復興案として「東北スカイビレッジ構想」を提案した。「高台がなければつくればいい」というコンセプトを掲げ、長半径100mの楕円形の鉄筋コンクリート壁が津波の受け流し、海峡20mの位置に設けた人工地盤上に住宅を再建するという案であった。迫は、防潮堤を高くすることで今後の大津波に対抗するという国の方針では、海との関係が半永久的に断絶されてしまうと危惧した。展示案のまま終わらせるのではなく、実現に向けて出井伸之のサポートも受けながら活動をしていたところ、佐々木一十郎名取市長の目に留まった。迫は被災者の意見も取り入れ、閖上漁港の機能を組み込んだ「名取スカイビレッジ」へと進化させた。市長は閖上地区の復興案として市民に提案するものの、住民合意を形成できず実現には至らなかった。
2013年、「中国で最も影響力のある建築家１０人」に選ばれた。
2013年、第1回となる新経済連盟主催の「New Economy Summit 2013」に唯一の建築家として登壇。日本からは村井純、森川亮、田中良和らが、米国からはAndroidの創設者Andy Rubin、Twitterの創設者でありSquare（現：Block, Inc.）のCEOでもあるJack Dorsey、Uberの共同創業者兼CEOだったTravis Kalanick、Airbnbの共同創業者兼CEOであるBrian Chesky、Pinterestの共同創業者兼CEOであるBen Silbermannなどが登壇した。このフォーラムは、日米の経済および技術の未来について議論する場として大きな注目を集めた。
2013年、東日本大震災から２年後の３月１１日に「希望はつくる　あきらめない、魂の仕事」（WAVE出版）を出版する。生い立ち、中国での奮闘、２つの大震災の被災地での活動など、迫の半生が描かれている。
2013年、スマートフォン「freebit mobile」（2015年「TONE mobile（トーンモバイル）」に名称変更）のトータルプロデューサーに就任。店舗内装を始め、端末、UI、ユニフォーム、CMにいたるまでデザイン全般を統括している。
2014年、中国を舞台に活躍する者同士として岡田武史と「SWITCHインタビュー 達人達」で共演した。両者の座右の銘は同じく「人間万事塞翁が馬」だった。
2017年、和僑総会会長だった当時、世界中に広がるネットワークを目指して組織改革を行い「一般社団法人WAOJE」に名称を変更。初代代表理事に就任した。WAOJEは、World Association of Overseas Japanese Entrepreneursの頭文字を並べたものである。新たなロゴも迫がデザインした。
2019年、日本男子カーリングチーム「TM軽井沢」のアートディレクターに就任。ロゴやユニフォームを手掛けている。ファンの間で、清涼飲料水のような爽やかな水玉模様のユニフォームが好評を博している。
2022年、NHK Eテレ「中国語！ナビ」のコーナー「来！来！来！先輩」に出演した際には、流暢な中国語を披露している。

## 作品
- 2003年　
  - 広尾トランジション（クラフトショップ：Ｔ）
- 2004年　
  - 南大門スティッチ（オフィス：センターコース）
  - 北京ボックス（ブティック：フェリシモ）
- 2005年　
  - 東京ストレージ（倉庫：菊花）
  - 明洞バブル（ショップ：セルバフォンテ）
  - 北京キッズリパブリック（絵本書店：ポプラ絵本館）
  - 天津カレイドスケープ（商業施設＋オフィス：上谷商業街：東方設計公社と協働）
- 2006年　
  - 北京モノクローム（ショップ：Cibol）
  - 北京トランスフォーム（ブティック：フェリシモ）
  - 杭州ロマンチシズム（ブティック：浪漫一身）
  - 天津コラムナーシティ（都市計画）
- 2007年　
  - 金沢ビーンズ（書店：明文堂）
  - 杭州ロマンチシズム2（ブティック：浪漫一身）
  - バルセロナ イマジナリウム（玩具店：イマジナリウム）
- 2008年　
  - 済南ストライプス（集合住宅：大舜天成自由城）
  - 北京モザイク（集合住宅＋ショッピングモール：国融国際）
  - 北京フロート（ブティック：伊芙麗）
  - 長春ブランチ（文化施設：日中交流之窓）
  - ウランバートル ドット（ファクトリーショップ：Gobi）
  - 深圳ハニカム（レストラン：蜂巣）
  - 北京ラチス（商業施設：三里屯太古里）
  - 原宿コンタ（アンテナショップ：Flat Flat）
  - 上海キッズリパブリック（書店：ポプラ絵本館）
  - 成都フロート（ブティック：伊芙麗）
  - 北京ステップス（カフェ：JOVI）
  - 北京バンプス（集合住宅＋デパート：資和信）
  - 四川パティオ（幼稚園／小学校寄贈計画）
- 2009年　
  - 杭州ロマンチシズム3（ブティック：浪漫一身）
  - 蘇州ローテーション（ブティック：真維斯）
  - 北京ヴォイド（オフィス＋商業施設：財経中心）
  - 無錫シークエンス（ブティック：Jeans West）
  - 北京ウーブン（レストラン：豊沃徳）
  - 北京ピクセル・プレリュード（モデルハウス：北京像素）
  - 北京ユニティ（ブティック：喚醒）
- 2010年　
  - 北京マテリアリティ（オフィス棟インテリア／モデルルーム：三里屯SOHO）
  - 北京レイヤーズ（集合住宅：大舜天成中国箱）
  - 北京フォリー（ブティック：マルコ＆マリ）
  - 北京ラジアル（オフィス：新意互動）
  - 北京カット（ブティック：Malabata）
  - 金華キューブチューブ（オフィス＋レストラン）
  - 深圳オーガニズム（ブティック：天意）
  - 武漢フラグメンテーション（ブティック：真維斯）
  - 北京リップルズ（ブティック：雪典）
  - 廈門アポドン（書店：光合作用）
  - 北京ラウンド（早期教育スクール：東方愛嬰）
  - 豊洲ブラッサム（レストラン：千の花）
- 2011年　
  - 上海ラビリンス（ブティック：マルコ＆マリ）
  - 上海アーチ（ショップ：高宝）
  - 銀川スパイラル（ブティック：雅高尚都）
  - 東北スカイビレッジ（震災復興計画）
  - 名取スカイビレッジ（住宅＋漁港＋加工工場）
- 2012年　
  - 北京グリッド（モーターショー：ホンダ）
  - 天津ループ（幼稚園：塘沽遠洋城第一幼稚園）
  - 天津ジグザグ（小学校：塘沽区远洋城小学）
  - 麗水ボタンズ（ブティック：Nickie）
  - 北京アスタリスク（ワイナリー：聖露庄園湖星）
  - 北京トリプル（ワイナリー：聖露庄園晨光）
  - 広州グリッド（モーターショー：ホンダ）
  - 新郷フォレスト（デパート：尚潮去大商店）
  - 上海コクーン（オフィス：艾莱依）
  - 北京ピクセル（集合住宅：北京像素）
  - 鎮江プリーツシティ（都市計画：鎮江生態ニューシティ）
- 2013年　
  - 北京シェルブズ（書店：中信）
  - 上海グリッド（モーターショー：ホンダ）
  - 広州グリッド2（モーターショー：ホンダ）
  - 北京サークルズ（子ども体験学習施設：ファミリーボックス）
  - 北京シルク（ブティック：凱麗絹織）
  - 福岡アトリエ（ショップ：フリービットモバイル）
  - 小松ツリーズ（書店：明文堂）
- 2014年　
  - 北京フェニックス〔Phoenix Center（英語版）〕（テレビ局社屋インテリアデザイン：北京市設計院と協働）
  - 北京シェルブズ2（書店：中信）
  - 北京チェッカーズ（カーメンテナンス：黒白格）
  - 北京コートヤード（幼稚園：ウイリアム&マリー）
  - 渋谷アトリエ（ショップ：フリービットモバイル）
- 2015年　
  - 深圳コラムズ（子ども体験学習施設：ファミリーボックス）
  - 久留米モノリス（老人ホーム：エバーガーデン）
  - 福岡ステップス（保育園：どろんこ保育園）
  - 成都カラーズ（オフィス：四川興科蓉薬業）
  - 越谷オメガ（書店：明文堂）
- 2016年　
  - 成都ジュラシック（ショップ：成都銀泰in99）
  - うきはコミュニティーズ（保育園＋老人ホーム：幸輪保育園＋エバーガーデン）
  - 戸田グリーンズ（書店：明文堂）
  - 福岡パッチワーク（個人住宅）
  - 広島オカリナ（こども園：こうわ認定こども園）
- 2017年
  - 北京ビレッジ（展示場：居然福康）
- 2018年
  - 重慶ワープ（商業施設：愛融荟城）
- 2019年
  - 東京バーティカルレインボー（オフィスビル：武蔵塗料）
  - 福岡ホークスストア（ショップ：ホークストア）
- 2020年
  - 佐世保ホワイトホエール（保育園：御船保育園）
  - 天水カレイドスコープ（幼稚園：養正幼稚園）
  - 済南クリスタル（オフィスビル：匯金金融中心）
- 2022年
  - 大分シャングリラ（こども広場：パークプレイス大分）
  - 福岡ラチス（テナントビル：Third Front）
  - 上海ラインズ（オフィスビルインテリア：中企未来世紀ビル）
- 2023年
  - 諫早ホライズン（集合住宅：アメイズ諫早）
  - 天水スクエアズ（図書館+デイケア：養正図書館）
- 2024年
  - 福岡モノクローム（集合住宅：アメイズブレステージ別府）
  - 福岡サーキュレーション
  - 福岡ベクターズ

## 主な受賞
- 2009年EuroShop Retail Design Award 2009 One of Three Best Stores Worldwide (杭州ロマンチシズム2)
- 2013年蔵前ベンチャー賞 (東京工業大学)[23]
- 2016年国際アントレプレナー最優秀賞 (東京ニュービジネス協議会)
- 2020年Vanceva World of Color Awards - Interior Category Winner (天水カレイドスコープ)
- その他、グッドデザイン賞 、JCDデザインアワード（2003年より12年連続）など。

## 著書
- 2006年「EDGE　素材のチカラ」(中国美術館)
- 2007年「28の主題　迫 慶一郎の建築」(TOTO出版)
- 2009年「主題四十　迫 慶一郎的建築」(清華大学出版社)
- 2013年「希望はつくる　あきらめない、魂の仕事」(WAVE出版)

## 出演
- 『情熱大陸』2008年1月13日（毎日放送）
- 『ANA WORLD AIR CURRENT』2010年2月6日（J-WAVE）
- 『体験北京ペキンPeKING!』2010年6月27日 （旅チャンネル）, 2010年11月14日（チャンネル銀河）
- 『クローズアップ現代』2011年1月17日（NHK）
- 『地球テレビ エル・ムンド』2011年4月12日（NHK BS1）
- 『ワールドビジネスサテライト』2011年8月26日（テレビ東京）
- 『NHKスペシャル』2012年1月1日（NHK総合）
- 『サンデーモーニング』2012年1月22日（TBS）
- 『NEWSアンサー』2012年3月6日（テレビ東京）
- 『ニッポン創造』2012年7月21日（日本テレビ）
- 『ガイアの夜明け』2012年9月18日（テレビ東京）
- 『Beyond Borders』2013年8月31日（NHKワールド）
- 『J-Architect』2014年1月30日（NHKワールド）
- 『SWITCHインタビュー 達人達』2014年4月19日（NHK）
- 『現代建物遺産』2018年2月4日, 2018年2月11日（BS朝日）[24][25]
- 『GINZA CROSSING TALK』2021年12月9日（日経CNBC）[26]
- 『中国語！ナビ』2022年12月21日（NHK Eテレ）[27]

## 雑誌
- AERA No.28(2010年6月28日)、連載「現代の肖像」、朝日新聞出版社[28]
- Architect’s magazine 第５号(2014年9月20日) 、クリーク・アンド・リバー[29]

## その他
- freebit mobile トータルプロデューサー
- TONE mobile トータルプロデューサー